# تحليل لاوري للبروتين
تحليل لاوري للبروتين (Lowry protein assay) هو فحص بيوكيميائية لتحديد المستوى الكلي للبروتين في المحلول. يتم عرض تركيز البروتين الكلي من خلال تغيير لون محلول العينة بالتناسب مع تركيز البروتين ، والذي يمكن قياسه باستخدام تقنيات قياس الألوان. سميت على اسم اوليفر اتش. لوري المتخصص في الكيمياء الحيوية الذي طور الكاشف في 1940s. إن ورقته التي صدرت عام 1951 والتي تصف هذه التقنية هي الورقة الأكثر استعارةً على الإطلاق في الأدبيات العلمية ، والتي تم الاستشهاد بها أكثر من 300،000 مرة.

## آلية
تجمع هذه الطريقة بين تفاعلات أيونات النحاس مع روابط الببتيد تحت الظروف القلوية (اختبار Biuret) مع أكسدة بقايا البروتين العطرية. ويستند الأسلوب Lowry على رد فعل Cu + ، التي تنتجها أكسدة الروابط الببتيد ، مع كاشف Folin - Ciocalteu (خليط من حمض الفوسفورونجستيك وحمض الفوسفوموليبديك في تفاعل Folin - Ciocalteu). إن آلية التفاعل غير مفهومة بشكل جيد ، ولكنها تنطوي على تقليل كاشف Folin-Ciocalteu وأكسدة البقايا العطرية (خاصة التريبتوفان ، وكذلك التيروزين). وقد أظهرت التجارب أن السيستين هو أيضًا متفاعل مع الكاشف. ولذلك ، فإن بقايا السيستئين في البروتين ربما تسهم أيضًا في الامتصاص الذي يظهر في اختبار Lowry نتيجة لهذا التفاعل هو جزيء أزرق كثيف يعرف باسم heteropolymolybdenum الأزرق. يتم قياس تركيز كاشف Folin المخفض (heteropolymolybdenum Blue) عن طريق الامتصاص عند 660 نانومتر. ونتيجة لذلك ، يمكن استنتاج التركيز الكلي للبروتين في العينة من تركيز تريبتوفان ومخلفات التيروزين التي تقلل من كاشف Folin-Ciocalteu.تم اقتراح الأسلوب لأول مرة من قبل Lowry في عام 1951. فحص حمض Bicinchoninic والمقايسة Hartree – Lowry هي تعديلات لاحقة من الإجراء Lowry الأصلي.